# Antevs-Gletscher
Der Antevs-Gletscher ist ein Gletscher an der Loubet-Küste des Grahamlands auf der Antarktischen Halbinsel. Er fließt auf der Arrowsmith-Halbinsel in nördlicher Richtung zwischen den Seue Peaks und den Boyle Mountains zum Lallemand-Fjord, wo er zwischen dem Bentley Crag im Westen und dem Bartholin Peak im Osten in das Müller-Schelfeis mündet.
Das UK Antarctic Place-Names Committee benannte ihn 1960 nach dem schwedisch-US-amerikanischen Glazialgeologen Ernst Valdemar Antevs (1888–1974).